# قلعه آوارسین
قلعهٔ آوارسین یکی از قلعه‌های تاریخی استان آذربایجان شرقی است که در نزدیکی روستای آوارسین از توابع بخش مرکزی شهرستان خداآفرین واقع شده‌است.
این قلعه در دوران آبادانی ۳۰۰ متر طول و ۱۰۰ متر عرض داشته و اینک در قسمت‌های شمال و جنوب قلعه آثاری از بقایای معماری به چشم می‌خورد و نیز در قسمت شمال قلعه برج دیده‌بانی وجود دارد و ورودی قلعه نیز از این سمت می‌باشد و دلیل آن وجود پلکان‌هایی است که قسمتی از آن باقی‌مانده است و این پلکان‌ها روی صخره‌های طبیعی کنده شده‌اند. در قسمت جنوبی قلعه دو آب انبار مجزا در کنار هم که یکی به صورت مسقف و دیگری روباز است وجود دارد.
این قلعه از شمال به اراضی روستای صقین و از غرب به روستای آوارسین و از بقیه جهات به ارتفاعات محدود است و در ارتفاع یک هزار و ۵۵۶ متر از سطح دریا واقع شده است و وضعیت مالکیت آن دولتی است. از نام اصلی این قلعه اطلاعات قطعی و درستی در دست نیست و نام فعلی آن برگرفته از نام روستایی است که در محدوده آن واقع است و قدمت اثر بر اساس یافته‌های سفالین مربوط به هزاره اول و قرون میانه اسلامی است.
این قلعه به لحاظ تاسیسات معماری برجای مانده شامل برج‌ها و دیوارها و آب انبار حائز اهمیت است. سفال‌های هزاره اول قبل از میلاد درصد کمتری از مواد فرهنگی یافت شده از سطح قلعه را به خود اختصاص داده و آثار مربوط به این دوره بیشتر تاسیسات معماری را شامل بوده و سفال‌های اسلامی عمدتاً به صورت چرخ‌ساز با خمیره نخودی و قرمز و تمپر مواد کانی ساخته شده‌اند.
این بنا هم‌اکنون به شمارهٔ ۲۲٬۵۲۹ در فهرست آثار ملی ایران به ثبت رسیده‌است.